# Gorak Shep

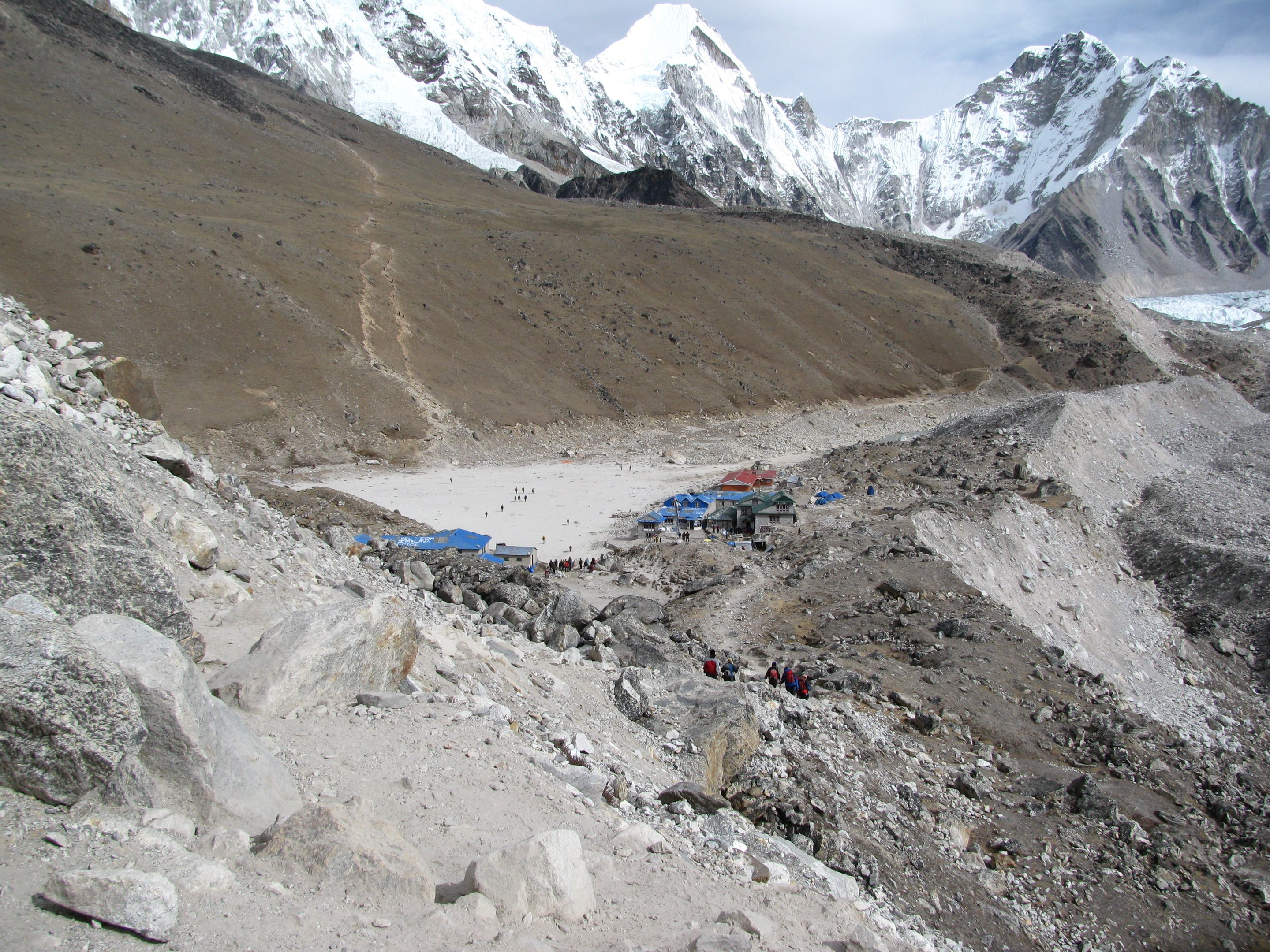
Avvicinandosi Gorak Shep dal Sud

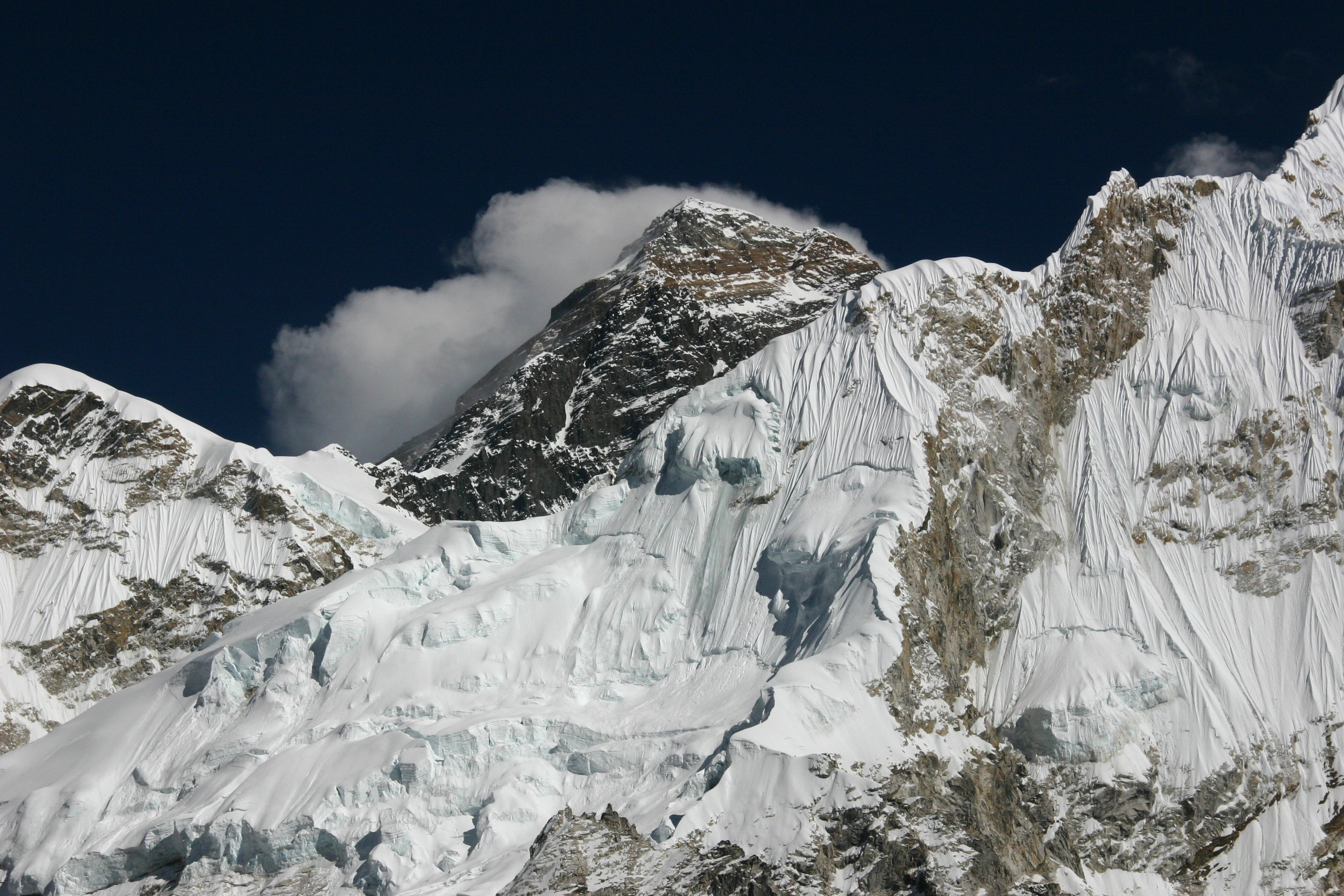
Vista sul Monte Everest

Gorak Shep o Gorakshep è il letto di un lago ghiacciato coperto di sabbia nel Nepal, nella zona amministrativa di Sagarmatha e anche il nome del piccolo villaggio che si trova sul suo bordo a 5.164 metri di altitudine, posto ai piedi del monte Everest.
Anche se i rifugi per pernottare a Gorak Shep sono rudimentali, in tempi più recenti moderni comfort si sono resi disponibili, come l'accesso a Internet tramite satellite.
Vi è un ampio spazio aperto e piano per campeggiare.

## Trekking
Gorak Shep è all'interno del Sagarmatha National Park, la patria del popolo Sherpa, che divennero famosi per la loro abilità come guide e alpinisti. È l'ultima sosta di acclimatamento della maggior parte dei percorsi che portano al campo base dell'Everest.
Seguendo il percorso che il Dalai Lama ha definito “i passi in cielo”, gli escursionisti sono portati da Lukla a Namche Bazar, Tengboche, Dingboche e finalmente a Gorak Shep.
La maggior parte degli scalatori pernottano a Gorak Shep, poiché il loro permesso di scalata non permette di pernottare più in alto, nel campo base del Everest.
Inoltre, Gorak Shep fornisce la migliore base per la salita del Kala Patthar, che appare come una duna gigante che dall'alto domina il sottostante lago gelato.
Per molti escursionisti, raggiungere la cima del Kala Patthar, con i suoi 5.550 metri, fornisce la migliore vista dell'Everest ed è la più alta quota che la maggior parte potrà reggiungere senza um permesso di scalata, che deve essere ottenuto a Kathmandu, presso l'associazione di alpinismo del Nepal, “Nepal Mountaineering Association”.
L'arrampicata per il Kala Patthar inizia la mattina presto, quando la visibilità è di solito migliore. Ci vogliono quattro ore per raggiungere il vertice e tornare indietro. Gorak Shep era l'originale campo base, e fu utilizzato dagli alpinisti svizzeri nel loro tentativo di scalare l'Everest nel 1952. In seguito il campo è stato avvicinato alla montagna, proprio sotto la cascata di ghiaccio del Khumbu.
L'arrampicata da Gorak Shep al campo base dell'Everest è di 1,5 a 2,5 ore, a seconda del clima, acclimatazione e condizionamento fisici di ogni individuo. A questa altitudine poche persone si sentono bene e molte iniziano a soffrire dei sintomi del mal di montagna.

## Clima
I momenti migliori per il trekking sono in primavera (marzo e aprile) e autunno (ottobre e novembre) quando la visibilità delle montagne è migliore e la temperatura non è eccessivamente fredda.
Durante l'inverno, nei mesi da dicembre a febbraio, è possibile fare trekking, ma la grande maggioranza degli alloggi sono chiusi, i sentieri sono coperti di neve e il freddo è molto intenso.
Gorak Shep in Nepalese significa "corvi morti", a causa della completa mancanza di qualsiasi tipo di vegetazione in questo luogo.